# Tjaernoeia michaeli
Tjaernoeia michaeli is een slakkensoort uit de familie van de Tjaernoeiidae. De wetenschappelijke naam van de soort is voor het eerst geldig gepubliceerd in 2002 door Engl.